# Waldkirchen am Wesen
Waldkirchen am Wesen est une commune autrichienne du district de Schärding en Haute-Autriche.